# Chaetodon nigropunctatus
Espèce
Statut de conservation UICN

 LC  : Préoccupation mineure
Chaetodon nigropunctatus est une espèce de poissons de la famille des Chaetodontidae. On rencontre cette espèce dans l'océan Indien.

## Référence
- Sauvage : Description de quelques poissons de la collection du Muséum d'histoire naturelle. Bulletin de la Société philomathique de Paris (7e Série) 4 p. 220–228.